# Condylostylus alatus
Condylostylus alatus är en tvåvingeart som beskrevs av Becker 1922. Condylostylus alatus ingår i släktet Condylostylus och familjen styltflugor. Inga underarter finns listade i Catalogue of Life.